# SheepShaver

歴史

SheepShaver（シープシェイバー）は、オープンソースのPower Macintoshエミュレータである。最初はBeOSとLinux用に設計された。この名前は（Basilisk IIによって時代遅れとなった）Macintosh IIエミュレータのShapeShifter（同名のサードパーティー製Mac OS X用環境設定パネルとは別）に掛けたものである。SheepShaver（およびShapeShifter）プロジェクトは当初クリスチャン・バウアーが発案してプログラムを作成した。しかしその後は、SheepShaverの主要な開発者は、グウェノレ・ボーシェヌ (Gwenolé Beauchesne) となっている。
SheepShaverは当初1998年に初めてリリースされたときは商用ソフトウェアであったが、BeOSのメーカーであるBe社の消滅後、2002年にオープンソースとなった。PowerPCとx86の両方のシステム上で動作する。しかし、x86システムでの動作はPowerPCシステムより低速である。
SheepShaverはWindowsにも移植された。Mac OS XのPowerPC版およびIntel Mac版も公開された。Intel Mac用の完全なインストーラはここにある。
Mac OS 7.5.2から9.0.4までが動作し（ただしMac OS 8.1かそれ以下を走らせるにはOld World ROMのイメージが必要）、利用者がクラシックMac OSのアプリケーションをBeOSやLinuxやWindowsのアプリケーションと同時に動かせるように、ウィンドウ内で動かすことができる。
SheepShaverにはイーサネットサポートとCD音質の音声出力があるが、SheepShaverはBasilisk IIの場合と同様、メモリ管理ユニット (MMU) をエミュレートせず、そのためMac OS 9のより新しいバージョンやMac OS Xのいかなるバージョンも動かない。これらのOSに対する最善のエミュレータはPearPC, QEMUである。現時点でSheepShaverの開発者にMMUのエミュレーションを追加する予定はない。MMUのエミュレーションはエミュレータの性能改善にとって邪魔だからである。